# Lorn Rocks
Die Lorn Rocks (englisch für Verlassene Felsen) sind eine Gruppe von Klippenfelsen vor der Westküste der Antarktischen Halbinsel. Im Archipel der Biscoe-Inseln liegen sie 19 km westlich des nördlichen Endes der Lahille-Insel im Grandidier-Kanal.
Der Falkland Islands Dependencies Survey kartierte sie anhand von Luftaufnahmen der Hunting Aerosurveys Ltd. aus den Jahren von 1956 bis 1957. Das UK Antarctic Place-Names Committee benannte sie 1959.